# Textstufe
Textstufen bezeichnen die verschiedenen Zwischenstufen eines Textes im Laufe seiner Entstehungsgeschichte.
Der Begriff wird vor allem in der Editionswissenschaft gebraucht. Eine historisch-kritische Ausgabe eines Werkes verfolgt im Allgemeinen das Ziel, anhand der überlieferten Textzeugen die Entstehungsgeschichte zu rekonstruieren und die vom Herausgeber erkannten Textstufen so zu präsentieren, dass der Entstehungsprozess des Werkes nachvollzogen werden kann.